# Vinhas
Vinhas es una freguesia portuguesa del municipio de Macedo de Cavaleiros, con 33,20 km² de superficie y 293 habitantes (2001). Su densidad de población es de 8,8 hab/km².